# Michael C. Burgess
Pour les articles homonymes, voir Burgess.
Michael Clifton Burgess, né le 23 décembre 1950 à Rochester (Minnesota), est un homme politique américain. Membre du Parti républicain, il est élu du Texas à la Chambre des représentants des États-Unis de 2003 à 2025.

## Biographie
Après des études à l'université de North Texas et à l'UT Health Science Center à Houston, dont il est diplômé en 1977, Michael C. Burgess devient gynécologie obstétrique. Il obtient également un master de l'université du Texas à Dallas en 2000.
Il se présente en 2002 à la Chambre des représentants des États-Unis dans le 26e district du Texas. Le district, qui comprend essentiellement le comté de Denton, est profondément républicain. Burgess se qualifie de justesse pour le second tour de la primaire républicaine avec 22 % des voix et 91 suffrages d'avance sur le candidat arrivé en troisième position. Il est distancé par Scott Armey, fils du représentant sortant Dick Armey, qui obtient 45 % des voix. Il remporte cependant le second tour avec 55 % des suffrages. Lors de l'élection générale, il est élu représentant avec 74,8 % des voix.
À partir des élections de 2004, Burgess est réélu tous les deux ans avec des scores compris entre 60 et 70 % des suffrages, à l'exception de 2014 où il est réélu sans opposant démocrate et rassemble 82,7 % des voix face à un candidat libertarien.
Il ne se représente pas lors des élections de 2024 et quitte le Congrès.

## Positions politiques
Michael C. Burgess est membre du Tea Party.